# Spider: Rite of the Shrouded Moon
Spider: Rite of the Shrouded Moon est un jeu vidéo de réflexion développé par le studio Tiger Style et sorti en 2015. C'est la suite du jeu vidéo Spider: The Secret of Bryce Manor.

## Système de jeu
Le joueur contrôle une araignée dont le principal objectif est de survivre en mangeant des insectes piégés dans des toiles construites par le joueur. L'objectif est de manger dans chaque niveau une certaine quantité d'insectes. À ce stade, un portail vers le niveau suivant s'ouvre, même s'il peut rester dans le niveau pour manger le reste des insectes. Le joueur peut en parallèle explorer le manoir Blackbird et rechercher des secrets et des indices pour résoudre des énigmes : trouver un code secret ou actionner un mécanisme dissimulé, par exemple.
Le bestiaire est varié, allant des papillons de nuit aux grillons en passant par les coccinelles et les guêpes. Chaque insecte à un comportement qui lui est propre : ainsi, les frelons peuvent attaquer le joueur qui doit redoubler de prudence et d’ingéniosité pour éviter leurs attaques et les manger.
Le jeu à la possibilité de suivre l'emplacement du joueur, via son GPS ainsi que l'heure de la journée et les conditions météo à l'endroit où joue le jouer, ce qui affecte les niveaux, les énigmes, le placement et la nature des insectes.

## Histoire
Le jeu se déroule dans le Blackbird Estate. Découvrir ce qui est arrivé aux anciens occupants du manoir est facultatif et n'est jamais explicitement raconté dans le jeu ; le joueur est libre de tirer ses propres conclusions en interprétant les différents indices qu'il trouve. Certains éléments de l'intrigue sont basés sur une véritable société, et les joueurs peuvent faire des recherches sur cette société afin de découvrir la fin de l'histoire.

## Développement
Le jeu a été annoncé pour la première fois le 27 novembre 2013. Le jeu a été présenté lors de la Games Developers Conference de 2015.

## Accueil
Spider: Rite of the Shrouded Moon a été accueilli par des critiques positives, recevant un total de 91 sur 100 sur le site Metacritic. TouchArcade lui a décerné la note maximale.